# Pedro VI av Kongo
Pedro VI av Kongo, död 1910, var kung av Kongo mellan 1896 och 1910. Han stod under förmynderskap av sin farbror Henrique IV av Kongo 1896-1901. 